# Estação Oceanía
A Estação Oceanía é uma das estações do Metrô da Cidade do México, situada na Cidade do México, entre a Estação Terminal Aérea, a Estação Aragón, a Estação Deportivo Oceanía e a Estação Romero Rubio. Administrada pelo Sistema de Transporte Colectivo, faz parte da Linha 5 e da Linha B.
Foi inaugurada em 19 de dezembro de 1981. Localiza-se na Avenida Oceanía. Atende os bairros Aquiles Serdán e Pensador Mexicano, situados na demarcação territorial de Venustiano Carranza, e o bairro San Juan de Aragón 2ª Sección, situado na demarcação territorial de Gustavo A. Madero. A estação registrou um movimento de 6.991.281 passageiros em 2016.